# Blogiascospora
Blogiascospora — монотиповий рід грибів родини Amphisphaeriaceae. Класифіковано у 1966 році.

## Класифікація
До роду Blogiascospora відносять 1 вид:
- Blogiascospora marginata